# Burga
Burga ist ein Ort und eine ehemalige Gemeinde (Freguesia) im portugiesischen Kreis Macedo de Cavaleiros. Die Gemeinde hatte 54 Einwohner (Stand 30. Juni 2011).
Am 29. September 2013 wurden die Gemeinden Burga und Bornes zur neuen Gemeinde União das Freguesias de Bornes e Burga zusammengeschlossen.